# Хавиланд (Охајо)
Хавиланд (енгл. Haviland) град је у америчкој савезној држави Охајо.

## Демографија
По попису из 2010. године број становника је 215, што је 35 (19,4%) становника више него 2000. године.
| Група             | 2000.       | 2010.       |
| Белци             | 175 (97,2%) | 200 (93,0%) |
| Афроамериканци    | 1 (0,6%)    | 1 (0,5%)    |
| Азијати           | 0 (0,0%)    | 0 (0,0%)    |
| Хиспаноамериканци | 2 (1,1%)    | 12 (5,6%)   |
| Укупно            | 180         | 215         |